# 劉釗 (足球運動員)
刘钊（1985年1月11日—），男，山东青岛人，中国足球运动员，惯用左脚，司职前锋或左边前卫，也可担任左边后卫，曾效力于山东鲁能泰山，现已退役。

## 职业生涯

### 青年队
- 1999年进入山东鲁能泰山的鲁能足校。

### 俱乐部
- 2003年进入山东鲁能泰山一队。
- 2004年由于受伤未获得太多机会。
- 2005年的亚洲冠军联赛最后一场小组赛中，刘钊获得首发机会并打入一粒直接任意球，帮助球队战胜泰国萨萨那队。
- 2008年在球队人员不整的情况下连续首发，帮助球队获得5连胜，之后也多次替补上场。
- 2012年由于在山东鲁能泰山失去位置，并且找不到东家，而宣布退役。

## 荣誉

### 山东鲁能泰山
- 中国足球超级联赛冠军：2006，2008, 2010
- 中国足协杯冠军：2004，2006
- 中国超級联賽杯冠军：2004